# Ravlunda
Ravlunda is een plaats in de gemeente Simrishamn in het landschap Skåne en de provincie Skåne län in Zweden. Het heeft een inwoneraantal van 111 (2005) en een oppervlakte van 26 hectare.